# Iglesia de San Jaime (Ulldemolins)
La iglesia de San Jaime (en catalán: església de Sant Jaume) es el templo parroquial del municipio de Ulldemolins, en la provincia de Tarragona, Cataluña, España, es una de las más completas obras del Renacimiento en Cataluña. Puede adscribirse en la denominada Escola del Camp. Fue proyectada por Jaume Amigó y fue construida entre 1584 y 1591. 
Su emplazamiento en una posición un tanto lateral hace que desde levante, norte y poniente, el volumen de la iglesia destaque plenamente sobre el resto del pueblo de Ulldemolins. Accediendo desde Cornudella sorprende la silueta del singular campanario de fábrica de ladrillo, con un remate ahora reconstruido. 
El edificio tiene una sola nave de la que destaca el cuerpo superior del campanario de ladrillo macizo. Esta nave tiene cuatro capillas a cada lado, presbiterio y dos sacristías. El pie del campanario forma una capilla, y simétrica a la anterior hay otra bajo las escaleras que conducen al coro, a partir del que se accede a las galerías superiores que ocupan ambos lados de la iglesia. La nave se cubre con bóveda de ladrillo con lunetas y el presbiterio y el coro con bóveda de arista también de ladrillo. 
Destacan como elementos más relevantes su campanario y la fachada. El campanario se estructura en cinco niveles, el primero de piedra y los otros de ladrillo macizo con una sucesión de planta cuadrada, octogonal y circular que combina los modelos italianos con otros rasgos de su proyectista. 
La fachada principal, de estilo claramente renacentista, es de sillares rectangulares y composición vertical. La puerta tiene un arco plano con dovelas, frontón curvo y óculo, enmarcado por un arco de medio punto y friso de orden dórico. 